# Гугл новчаник
Гугл новчаник (енг. Google Wallet) је је платформа за дигитални новчаник ког развија компанија Гугл. Доступан је за оперативне системе Андроид, Вер ОС (енг. Wear OS) и Фитбит ОС, а најављен је 11. маја 2022. на конференцији Гугл И/О 2022. Почео је са радом на Андроид паметним телефонима од 18. јула 2022.
Гугл новчаник је бесплатан сервис за сигурно складиштење података за плаћање и обављање трансакција на више уређаја преко Гугл корисничког налога. Омогућава корисницима да чувају и користе различите врсте начина плаћања попут:  кредитних  картица, дебитних картица, банковних рачуна, поклон картица, купона, карта за догађаје, карта за превоз, кључа за аутомобил.

## Историја
Гугл новчаник бренд постоји од 2011 као електронски систем плаћања помоћу финансијског посредовања.
Оригинална верзија Гугл новчаника  је омогућавала корисницима да купују у продавницама помоћу својих мобилних уређаја користећи технологију комуникације блиског поља (НФЦ). Међутим, од септембра 2015. компанија Гугл је престала да користи НФЦ технологију, нудећи плаћања само преко Андроид Пеј-а (касније променио име у Гугл Пеј), што је била посебна апликација доступна само корисницима Андроида. Као резултат тога, поклон картице, програми лојалности и промотивне понуде ускладиштене у старијој верзији Гугл новчаника више нису могле да се користе.
Од 2015 је омогућена интеграција са Г-мејл електронском поштом и корисницима је омогућено слање новца  путем електронске поште. Такође је постојала физичка верзија Гугл новчаника у форми картице која је могла да се користи у продавницама.
Бренд је прошао кроз више различитих итерација користећи сопствену али и друге апликације.
У јануару 2022, Блумберг Нјуз је известио да компанија планира да трансформише Гугл Пеј у „свеобухватан дигитални новчаник“,након спорог раста апликације и гашења апликације Плек. У априлу те године је објављено да Гугл планира да оживи брендирање „Гугл новчаника“ у новој апликацији или интерфејсу и интегрисано са Гугл Пеј-ом. По лансирању  Гугл  Пеј је подржавао Мастеркард, Виза и дебитне картице многих великих финансијских институција.

## Како ради Гугл новчаник
Гугл новчаник не остварује профит наплатом провизије од корисника нити  постоје провизије за слање и примање новца, одржавање или креирање налога.
За упортребу на мобилним уређајима постоји апликација која омогућава коришћење овог вида плаћања на местима које прихватају Гугл новчаник као платну опцију. Плаћање се врши кликом на екран мобилног уређаја на ком је подешен Гугл новчаник. Унутар апликације корисник може да дода своје кредитне, дебитне или поклон картице и користи их током онлајн продаје или на месту продаје.
Такође, постоји опција виртуелне картице за Гугл новчаник (енг. Google Wallet Virtual card) која се разликује од дебитне или кредитне картице које корисник већ поседује, као врста припрејд дебитне картице.

## Функције Гугл новчаника
Гугл новчаник се користи за бесконтактна плаћања и чување начина плаћања, карата и пропусница и доступно је у 74 земље

#### Финансијске трансакције
- плаћање кредитним картицама
- плаћање дебитом картицом
- Гугл Пеј ( енг. Google Pay)[3]
- Пеј Пал ( енг. PayPal)   У Немачкој и САД Пеј Пал може да се дода у Гугл новчаник.

#### Поклон картице
- Гугл Пеј ( енг. Google Pay)
- промотивни кодови, ваучери, купони

#### Карте за превоз
Транзитне картице које подржавају директну доделу могу да се издају у оквиру саме апликације Гугл новчаник, без потребе за преузимањем посебне апликације треће стране.
Међутим, неке  су доступне само преко других мобилних новчаника заснованих на Андроид-у или преко њихових сопствених апликација (нпр. Октопус  за Самсунг новчаник, ТАП, Орка картица).
Неке од земаља у којим је доступна ова опција су:
- Јапан ( картица Суика )
- Канада ( картица ПРЕСТО )[8]
- Бразил
- Уједињено Краљевство
- САД
- Шпанија ( за Мадрид)
- Италија
- Индија

#### Студентске легитимације[9]
Ако универзитет подржава студентске легитимације путем Google новчаника, она може да се сачува у Гугл новчанику у Аустралији, Канади и САД

#### Дигитални кључ за аутомобил[10]
Функционише на одабраним телефонима који користе Андроид 12:
- Пиксел 6 ( енг. Pixel 6 ) и Пиксел 6 про ( енг. Pixel 6 Pro )
- Самсунг галакси 21 ултра ( енг. Samsung Galaxy  21 Ultra )
- Самсунг галакси 21 про ( енг. Samsung Galaxy  21 Pro )
- Самсунг галакси фолд 2,3,4, ( енг. Samsung Galaxy Fold 2,3,4 )
- Самсунг галакси 22 ултра ( енг. Samsung Galaxy 22 Ultra )
- Самсунг галакси 22 про ( енг. Samsung Galaxy 22 Pro )

Дигитални кључ од аутомобила је функција која вам омогућава да закључате, откључате и покренете аутомобил помоћу паметног телефона. Помоћу НФЦ (комуникацији  блиског поља) технологије која  служи да уређаји  комуницирају на веома малим удаљеностима од четири центиметра или мање. Једном подешен, Андроид дигитални кључ за аутомобил омогућава корисницима да ставе телефоне близу врата подржаног  аутомобила како би га откључали или закључали.
Поред тога, корисник може да стави телефон на читач кључа аутомобила да покрене возило. Ово омогучлћава  употреба УВБ (Ултра-Виде Банд) технологије, која би омогућила коришћење Андроид дигиталног кључа за аутомобил без приближавања телефона вратима или дигиталном читачу аутомобила.